# Qidong
Qidong is een stad en een arrondissement in de prefectuur Nantong in de Chinese provincie Jiangsu. Bij de volkstelling van 2020 had de stad zelf 580.157 inwoners, het arrondissement had 967.313 inwoners.

Qidong ligt in de Yangtze Delta aan de noordelijke oever van de noordelijke arm van de Yangtze.